# Tramerca Piccolo
Tramerca Piccolo o Tramerca piccolo (in croato Tramerčica) è un isolotto disabitato della Croazia situato a sud dell'isola di Isto e a ovest di Melada.
Amministrativamente appartiene alla città di Zara, nella regione zaratina.

## Geografia
Tramerca Piccolo si trova 1,17 km a ovest di Melada, a ovest della punta Kamenjev rt, e 4,225 km a sud di punta Benussi (rt Benuš) sull'isola di Isto. Nel punto più ravvicinato, punta Darchio (Artić) nel comune di Brevilacqua, dista dalla terraferma 25,4 km.
Tramerca Piccolo è un isolotto di forma trapezoidale, con la base maggiore che punta a nordovest, che misura 445 m di lunghezza e 455 m di larghezza massima a sud della base maggiore. Ha una superficie di 0,1578 km² e uno sviluppo costiero di 1,493 km. Al centro, raggiunge un'elevazione massima di 41,5 m s.l.m..

### Isole adiacenti
- Rotondo (Obljak), isolotto tondeggiante situato 1,2 km a nord-nordovest di Tramerca Piccolo.
- Tramerca (Tramerka), grande isolotto di forma irregolare situato 880 m a ovest di Tramerca Piccolo.
- La Botticella[14] (greben Bačvica), roccia affiorante situata 660 m[15] a sud-sudovest di Tramerca Piccolo, 940 m[16] a sudest di Tramerca e 2,1 km[17] a ovest di Melada. (44°12′50″N 14°47′23.9″E)

### Cartografia
- (HR) Mappa topografica della Croazia 1:25000, su preglednik.arkod.hr.
- Carta di cabottaggio del mare Adriatico, foglio V, Milano, Istituto geografico militare, 1822-1824. URL consultato il 28 aprile 2017 (archiviato dall'url originale il 23 agosto 2021).